# Pseudolognatha
Pseudolognatha là một chi bọ cánh cứng trong họ Chrysomelidae.
Chi này được miêu tả khoa học năm 1903 bởi Jacoby.

## Các loài
Các loài trong chi này gồm:
- Pseudolognatha immaculata (Jacoby, 1899)
- Pseudolognatha salisburiensis Jacoby, 1903
- Pseudolognatha thoracica (Weise, 1903)